# Jaap Metz
Jacob Jan (Jaap) Metz (Amsterdam, 6 augustus 1941 – Driehuis, 27 mei 2016) was een Nederlandse politicus die van 1982 tot 1986 lid was van de Tweede Kamer der Staten-Generaal voor de VVD.

## Loopbaan
Metz was voor zijn politieke carrière journalist bij het Algemeen Handelsblad (1969-1972) en chef-nieuwsredactie bij De Telegraaf (1972-1982). Voor zijn beëdiging, die dan ook werd uitgesteld, raakte hij in opspraak, omdat hij publiciteitsdiensten verleend had aan twee vastgoedhandelaren die van fraude verdacht werden en omdat hij chantage gepleegd zou hebben jegens fractievoorzitter Ed Nijpels. Nadat Metz gedreigd had zich af te splitsen van de fractie, omdat deze geen maatregelen wilde nemen tegen het vermeende lekken uit de fractie over deze kwestie door Erica Terpstra, werd hij door de VVD-fractie gerehabiliteerd.
In de Tweede Kamer hield Metz zich bezig met visserij, stadsvernieuwing, recreatie en het gehandicaptenbeleid. Metz had na zijn politieke loopbaan een eigen adviesbureau. Hij overleed in 2016 op 74-jarige leeftijd.
- Biografisch Portaal: 26566324
- Parlement.com: vg09llnplzzm